# Źródła myśli greckiej
Źródła myśli greckiej to zespół czynników politycznych, społecznych, ekonomicznych i kulturowych występujących w okresie archaicznym historii świata greckiego, które doprowadziły do przekształcenia się w nim religii, mniemań o charakterze mądrościowo-moralnościowym i wiedzy praktyczno-technicznej w naukę i filozofię. 

## Nowość myśli greckiej
Jean-Pierre Vernant wskazuje na kompleks trzech cech określających nowość myśli greckiej wobec myśli Wschodu:
- Ustanowienie myśli dającej niezależne od mitologii i religii tłumaczenie świata - wyjaśnienie istnienia kosmosu i przebiegu zjawisk naturalnych niezależne od koncepcji teologiczno-poetyckich, obecnych np. w dziełach Hezjoda.
- Wprowadzenie idei panującego w świecie autonomicznego ładu - porządek kosmiczny nie ma charakteru teogonicznego, ale opiera się na zasadzie immanentnego prawa (nomos), narzucającego ten sam charakter wszystkim zjawiskom przyrody (kratos).
- Geometryczny charakter myśli - geografia, astronomia i kosmologia opisują świat w ramach określonej przestrzeni i zbudowany na relacjach zachodzących wyłącznie między jego elementami (zwrotnych, odwracalnych i symetrycznych).

Samo pojęcie źródła myśli greckiej ma znaczenie nie tylko dla historii filozofii starożytnej, ale także dla historycznej metodologii nauki, filozofii kultury i antropologii kulturowej, która badają relacje między mitem i logosem i myśleniem pierwotnym a myśleniem racjonalnym oraz różnych nurtów filozoficznych, zwłaszcza heglizmu, filozofii Martina Heideggera w której kategorie źródłowości i zakorzenienia powstałe na drodze interpretacji początku filozofii greckiej stały się naczelnymi kategoriami filozoficznymi, dla myśli filozofujących fizyków niemieckich jak Carl Friedrich von Weizsäcker czy Werner Heisenberg, a także dla historiografii marksistowskiej, dopatrującej się (m.in. na skutek wyróżnienia przez Lenina "demokrytyjskiego nurtu filozofii") w początkach filozofii greckiej zerwania z religią i pierwotnego materializmu .

## Pochodzenie myśli greckiej

### Oryginalny charakter myśli greckiej
Przez wieki pochodzenie myśli filozoficznej w Grecji było przedmiotem sporu - spierano się o to, czy pochodzi ona ze Wschodu, czy też jest oryginalnym wytworem kultury greckiej. Pogląd o wschodnim pochodzeniu filozofii pojawił się już w starożytności. Diogenes Laertios (III w. n.e.) w prologu do Żywotów i poglądów słynnych filozofów podaje ten argument, wraz z jego krytyką:

Powiadają niektórzy, że filozofia narodziła się u ludów barbarzyńskich. Jako dowód przytaczają perskich magów, babilońskich czy asyryjskich chaldejczyków, indyjskich gymnosofistów oraz celtyckich i galackich druidów i semnoteów, o których Arystoteles mówi w piśmie O magii i Sotion w XXIII księdze Sukcesji filozofów. Powołują się też na to, że Mochos był Fenicjaninem, Zamolksis - Trakiem, Atlas zaś - Libijczykiem.  
Egipcjanie za twórcę filozofii uważają Hefajstosa, który według ich tradycji był synem Nilosa, a za jej pierwszych reprezentantów - kapłanów i proroków egipskich. [...]. Ale ludzie, którzy tak twierdzą, nie zdają sobie sprawy z tego, że przypisują barbarzyńcom osiągnięcia będące w rzeczywistości osiągnięciami Greków i że od Greków zaczyna się nie tylko filozofia, ale w ogóle rodzaj ludzki. Wszakże Ateńczykiem był Muzajos, a Tebańczykiem Linos. [...]. Filozofia zaczęła się więc u Greków i już samą swoją nazwą przeczy pochodzeniu barbarzyńskiemu.  
[Diogenes Laertios, I 1-4]

Do XIX wieku dominująca była jednak teoria, że filozofia ma źródło w zaginionej i ezoterycznej wiedzy Egipcjan i Babilończyków oraz w Piśmie Świętym, a zwłaszcza w działalności uznawanego za autora Pięcioksięgu Mojżesza. Pogląd ten zmieniło dopiero głębsze poznanie cywilizacji Bliskiego Wschodu dzięki odkryciom archeologicznym i odcyfrowaniu pisma hieroglificznego i klinowego. Obecnie, nie negując tego, że poznanie wiedzy Wschodu było koniecznym warunkiem powstania filozofii w Grecji, najbardziej rozpowszechniony jest pogląd, że ani filozofia, ani nauka rozumiana jako wiedza teoretyczna nie istniała w cywilizacjach Bliskiego Wschodu. Ten utrwalony w XVIII i XIX w. pogląd spotkał się później z krytyką. Początkowo zaczęto przeciwstawiać filozofię Zachodu filozofiom wschodnim, w ostatnich dekadach zaczęto używać również takich terminów jak filozofia egipska, filozofia Majów czy filozofia afrykańska, co było wyrazem odchodzenia od eurocentryzmu, ale także poszerzania znaczenia terminu "filozofia"
Kultura ludów Wschodu jest o wiele starsza niż kultura Greków, trudno jednak w niej napotkać tezy o świecie i człowieku, które nie miałyby charakteru mitologicznego i religijnego. Dlatego też w badaniach nad źródłami filozofii greckiej popularna jest teza Arystotelesa o przejściu u Greków od mythosu do logosu. Ludy Bliskiego Wschodu dysponowały sztuką, umiejętnościami praktycznymi zbliżającymi się do nauki (zwłaszcza geometria w Egipcie i astronomia w Mezopotamii), rozwiniętymi systemami religijnymi, prawodawstwem - we wszystkich tych dziedzinach życia kultura grecka jest od nich ściśle zależna. Przejście od mythosu do logosu nie ma jednak charakteru ilościowego, ale charakter jakościowego skoku ("grecki cud"). W filozofii historii wysuwa się tezy, że to właśnie ta ogromna zmiana, jaką było powstanie filozofii w Grecji, zdecydowało o odmienności cywilizacji grecko-rzymskiej od cywilizacji bliskowschodnich, że stało się przyczyną rozejścia się dróg ich rozwoju.

### Tezy o obcym pochodzeniu myśli greckiej
Już od starożytności teza o wschodnim pochodzeniu filozofii greckiej była szeroko uznawana, w wieku XIX popularna była zwłaszcza wśród historyków romantyzmu, zgodnie z ogólną charakterystyką tego ruchu kulturowego odrzucających wiele wartości wytworzonych przez kulturę klasyczną na rzecz kultur ludowych, orientalnych czy specyficznie rozumianej kultury średniowiecznej, a także wśród orientalistów. Działo się tak pomimo faktu, że teza o obcym pochodzeniu filozofii greckiej była obca dominującej w tym okresie historiozofii Hegel. Hegel chłodno traktował filozofię indyjską, uznając ją za identyczną z indyjską religią. Dziś pomimo znacznego postępu badań nad filozofiami Dalekiego Wschodu także uznaje się uniezależnienie się filozofii greckiej od religii za jeden z najważniejszych czynników, które umożliwiły jej powstanie . Według Hegla w filozofii indyjskiej istnieją wypracowane pojęcia filozoficzne, Duch w cywilizacjach Dalekiego Wschodu nie przybiera jednak jeszcze postaci myśli, a filozofia w nich obecna ma jedynie charakter symbolu, nie jest w niej też obecny charakterystyczny dla Greków charakter teoretyczny, ale tylko element praktyczno-etyczny o podłożu religijnym, jakim jest oświecenie i wyzwolenie. Dopiero druga połowa XIX wieku przeprowadziła dokładną analizę rozwoju greckiej myśli, przedstawiając obszerny korpus argumentów przeciw wschodniemu pochodzeniu filozofii. Szczególne znaczenie mają tu analizy historyczne Eduarda Zellera w Die Philosophie der Griechen on ihrer geschichtlichen Entwicklung (1919) systematyzującej ogromny materiał źródłowy oraz  książka Johna Burneta Early Greek Philosophy (1930).
Kluczowe znaczenie dla odrzucenia tezy o wschodnim pochodzeniu filozofii greckiej ma to, że pojawiła się ona w starożytności późno, była promowana głównie przez ludzi pochodzących ze Wschodu i w dużej mierze w nurtach filozoficznych o ezoterycznym charakterze, chcących w związku z tym nadać sobie blasku dawności, takich jak neopitagoreizm i neoplatonizm. Intencje tworzących te mistyczne prądy filozoficzne ludzi można określić jako "lokalny patriotyzm" - Grecy w okresie hellenistycznym, w odróżnieniu od Greków okresu archaicznego, uważali ludzi Wschodu za barbarzyńców, co prowadziło do tarć kulturowych. Zarazem podbite przez Greków ludy wschodnie szybko recypowały kulturę grecką, w połączeniu z własnymi koncepcjami religijno-teologicznymi tworząc syntezy, właśnie o ezoterycznym charakterze. Trzeba też zwrócić uwagę na fakt, że w kulturze greckiej filozofia uznawana była za najwyższą formę wiedzy, dlatego też religijnie ukierunkowana myśl późnej starożytności jeśli chciała odrzucając homerową religię grecką nawiązać do kultów wschodnich, takich jak kult Izydy i Mitry, musiała jednocześnie uznawać, że najwyższa forma wiedzy, filozofia, ex origine zawarta jest właśnie w tych kultach. Kapłani egipscy w państwie Ptolemeuszy znani byli z tego, że utrzymywali, iż cała wiedza grecka wywodzi się z prastarej mądrości egipskiej - motywowali to (obecnie uznawanymi za hipotetyczne) podróżami Platona, Pitagorasa czy Talesa do Egiptu, którzy właśnie stamtąd mieli przynieść naukę i filozofię do Grecji. Myśl o pochodzeniu filozofii od Mojżesza i proroków starotestamentowych była silnie zakorzeniona także wśród mocno zhellenizowanych Żydów aleksandryjskich, którzy także wydali własną filozofię mistyczną, a której najwybitniejszym reprezentantem jest Filon z Aleksandrii. Wraz z rozwojem religijnego charakteru kultury w ostatnich wiekach starożytności i przenikaniem kultów wschodnich do wszystkich rejonów Cesarstwa Rzymskiego tezy takie stały się powszechnie znane i uznawane także wśród Greków i Rzymian, zwłaszcza neoplatoników, którzy głosili, że filozofia pochodzi z boskiego natchnienia.
Romantyczni badacze uważali, że potrafią udowodnić tezę o wschodnim pochodzeniu filozofii greckiej kierując się po prostu tym, że uznali mówiące o nim tezy filozofów starożytnych za wiarygodne, nie poddając ich jeszcze źródłowej krytyce. Zwłaszcza badacze niemieccy tego okresu usiłowali tworzyć syntezy myśli wschodniej i zachodniej i doszukiwać się w nich ścisłych, uporządkowanych i systematycznych analogii. Przykładem może być tu dzieło Augusta Gladischa Die Religion und die Philosophie in ihrer weltgeschichtlichen Entwickelung und Stellung zu einander nach den Urkunden dargelegt (1852), w którym Gladisch opierając się na zbieżnościach wewnętrznych wyróżnił pięć systemów filozoficznych, łączących w sobie powiązane genealogicznie i treściowo nurty zachodnie i wschodnie: system pitagorejsko-chiński, system eleacko-indyjski, system heraklitejsko-perski, system empedoklejsko-egipski i system anaksagorejsko-żydowski. Obecny stan wiedzy o tej epoce nakazuje odrzucić te tezy.
Ani żaden filozof, ani żaden historiograf okresu klasycznego nie mówi o pochodzeniu filozofii ze Wschodu - nawet Platon, poruszający tematy związane ze Wschodem, czy Herodot, wywodzący orfizm z Egiptu, dobrze znający i traktujący Wschód ze zrozumieniem, nie wyrażają takiej opinii. Platon podkreślał spekulatywne i teoretyczne nastawienie myśli greckiej, odróżniając ją od nastawionej praktycznie wiedzy egipskie. Arystoteles pomniejszał znaczenie dokonań Egipcjan, przypisując im wyłącznie wynalezienie matematyki. Inne argumenty przeciw pochodzeniu filozofii greckiej ze Wschodu to fakt, że teza o wschodnim pochodzeniu filozofii znalazła uznanie w świecie rzymsko-greckim w schyłkowym okresie filozofii starożytnej, w którym objawienie nabrało większego znaczenia niż rozum; to że późna filozofia grecka nabrała charakteru mistyczno-religijnego, w związku z czym mogła odnajdywać rzeczywiste podobieństwa swoich doktryn do religii wschodnich, przy czym te podobieństwa nie mówią o ich stosunku do pierwotnej filozofii greckiej, ale właśnie o zmianach dokonujących się w niej; oraz to, że Egipcjanie i Żydzi dopatrywali się podobieństw filozofii greckiej i swojej religii na podstawie interpretacji w oczywisty sposób arbitralnych, interpretacji mających charakter alegorezy. Kolejnym argumentem przeciw pochodzeniu filozofii z Bliskiego Wschodu jest to, że po nie powstały tam żadne pisma filozoficzne ani wyodrębniony system nauczania i przekazu filozofii różny od istniejących pism i systemów nauczania religii, kosmogonii i teologii - nie istniał w nich też żaden termin mogący być uznany za odpowiednik terminu "filozofia". 
Vernant przyznaje, że w swoich badaniach nie przedstawił wystarczająco zagadnienia wpływu wschodniej matematyki na 
powstanie nauki greckiej, twierdzi jednak, że proces rozwoju myśli matematycznej w grecki można przedstawić jako element składowy jego koncepcji jej powstania jako zmiany funkcji społecznej mowy. Istnieją jednak współczesne koncepcje, które starają się wywieść cywilizację grecką spoza Grecji na podstawie właśnie obcego pochodzenia matematyki. Holenderski matematyk Bartel Leendert van der Waerden w pracy Geometry and Algebra in Ancient Civilizations twierdzi, że obce pochodzenie matematyki można ująć jako "potrójne odkrycie" . Jego pierwszym elementem są badania Abrahama Seidenberga nad dotyczącymi konstrukcji ołtarzy tekstami indyjskimi z V-II w. p.n.e. i miejscem w nich matematyki i trójkątów Pitagorasa, z których Seidenberg wywodzi tezę o wspólnym pochodzeniu matematyki greckiej, babilońskiej i indyjskiej. Drugim są badania porównawcze nad chińskim tekstami arytmetycznymi i tekstami babilońskimi - okazały się one na tyle podobne, że wysunięto tezy o ich wspólnym źródle. Trzecim są badania Alexandra Thoma i Archibalda Stevensona Thoma nad konstrukcjami megalitycznymi Anglii i Szkocji oraz funkcji, jakie pełniła w nich matematyka i trójkąty Pitagorasa . Na podstawie tych trzech źródeł van der Waerden wnioskuje, że wiedza matematyczna powstała w neolitycznej Europie Środkowej, skąd dopiero przeszła do Europy Zachodniej i Azji . 

## Religia i mitologia a początki filozofii

### Homer i Hezjod
Ogromną rolę dla kultury greckiej, w tym powstania filozofii odegrały dzieła Homera i Hezjoda. 
Bogowie u Homera interweniują bezpośrednio w zdarzenia zachodzące w przyrodzie, w świecie ludzkim, a także w psychice. Pojawia się też u niego koncepcja nieosobowej konieczności stojącej ponad bogami. Homer stara się też przedstawić stosunki między bogami i ich funkcje w postaci usystematyzowanej, co jest początkiem rozumienia kosmologii jako porządku. 
Hezjod, w swojej Teogonii, opisał powstanie nieba i ziemi oraz etapy rozwoju rzeczywistości jako zmiany generacji bogów. Tendencja do tłumaczenia rzeczywistości przyrodniczej i ludzkiej jako pewnego obejmowanego rozumem porządku jest jeszcze wyraźniejsza, aniżeli u Homera. 
Filozofowie kontynuowali te próby ujęcia świata jako całości uporządkowanej według jakiejś rządzącej nim zasady (Arché), jednak w zasadniczo inny sposób, oderwany od mitologii i religijności

### Religia
Dawniej silnie podkreślano materializm wczesnej filozofii greckiej, obecnie kładzie się o wiele większy nacisk na płynność przejścia od mitologii do filozofii oraz obecny tak we wczesnej, jak i w dojrzałej filozofii greckiej czynnik teologiczny i etyczny. Według Kazimierza Leśniaka , ujmującego filozofię przedsokratejską jako materialistyczną "filozofia grecka powstała w momencie, gdy uświadomiono sobie, że za pozornym chaosem zjawisk musi się kryć porządek i że ten porządek jest dziełem sił samorodnych, nie związanych z żadnym bóstwem" - zerwanie z mitologicznym wyjaśnianiem świata za podstawową przyczynę filozofii greckiej uznał także Vernant , jednak podkreślając płynność tego przejścia, co czyni zresztą także Leśniak. Filozofia jońska bywa niejasna - niejasność ta ma źródło nie tylko w obrazowej lub gnomicznej formie i skąpej ilości zachowanych fragmentów, ale też w tym, że przejście od niepodatnych na racjonalne analizy, symbolicznych kategorii spekulacji mitologicznej do filozofii racjonalnej jest w niej płynne. Według Leśniaka nie jest możliwe wytyczenie linii demarkacyjnej między tym, co mistyczne, irracjonalne i antropomorficzne a tym, co naukowe i filozoficzne u Jończyków. Elementy irracjonalne i mitologiczne występowały także w późniejszej filozofii greckiej, u Platona i Arystotelesa łatwiej jest je jednak oddzielić od właściwej części ich poglądów; Ponadto późniejsi filozofowie greccy zdawali sobie jasno sprawę z odrębności mitologii i filozofii - zdawali sobie z niej sprawę na tyle jasno, że mogli nawet posługiwać się mitami świadomie i celowo, co czynił zwłaszcza Platon . 
Nie zawsze można wskazać, co właściwie w filozofii jońskiej ma charakter racjonalny, a co mitologiczny. Rozpowszechnionym, choć trudnym do udowodnienia poglądem jest związek o animistycznym pochodzeniu hylozoizmu  - poglądu filozofów jońskich, że cała rzeczywistość jest ożywiona. Pogląd ten mógł mieć źródło w animizmie, mógł jednak równie dobrze opierać się na wnioskach z prostych obserwacji empirycznych. Trudność oddzielenia elementu racjonalnego od mitologicznego wywodzi się także ze zmiany poglądów naukowych i wieloznaczności samego terminu "racjonalność".

### Orfizm
Orfizm był religią misteryjną, nastawioną na pogłębioną i bardziej autentyczną duchowość. Był popularny wśród tych Greków, którym nie wystarczały powierzchowny rytualizm religii oficjalnej. Częścią religii były nauki tajemne, przekazywane wyznawcom, zgodnie z którymi w człowieku zamieszkuje boska zasada, nieśmiertelny daimon. Upadł on wskutek winy do świata materialnego i został w nim uwięziony. Wraz ze śmiercią ciała daimon nie umiera, lecz rodzi się na nowo. Orfizm pozwalał na oczyszczenie, przerwanie cyklu reinkarnacji i uwolnienie daimona do życia pozagrobowego. Wiele orfickich nauk o duszy i jej wędrówce, pozamaterialnej doskonałej sferze rzeczywistości, a także formy wtajemniczenia w wiedzę tajemną będą przejęte przez późniejszych filozofów.

## Początki filozofowania

### Działalność mędrców greckich i prawodawców
Jednym z głównych źródeł filozofii greckiej, zwłaszcza greckiej etyki, jest mądrość przekazywana w postaci reguł praktyczno-życiowych. Grecy zebrali w okresie archaicznym bardzo wiele takich reguł, przeważnie w postaci aforyzmów, przysłów i gnomów - miały one znaczenie dla codziennego życia i moralności Greków także po powstaniu etyki filozoficznej. Reguły te powstały jako odpowiedź na zamęt wywołany przez szybkie przemiany społeczeństwa greckiego w VII i VI w. p.n.e. Wyrażane były przez mędrców, osoby o szczególnie dużym poważaniu w społecznościach lokalnych, mających znaczny wpływ na ich życie. Mędrcy greccy byli często prawodawcami, reformatorami społecznymi i tyranami. Ze względu na ich duże znaczenie dla życia poleis epoki archaicznej VII i VI w. p.n.e. bywa nazywany epoką "siedmiu mędrców".

### Jońska filozofia przyrody
Główną cechą jońskiej filozofii przyrody było to, że starała się ona w sposób prosty i konkretny sformułować teorię świata - odpowiedzieć na pytania o jego pochodzenie, strukturę i sposób działania. Cecha ta wiązała się z podkreślanym przez wielu autorów praktycznym nastawieniem filozofów jońskich. To praktyczne nastawienie nie neguje przewrotu, jakim było utworzenie przez filozofów jońskich zaczątków wiedzy teoretycznej - przeciwnie, wiedza teoretyczna wyrastała właśnie z potrzeby lepszego zaspokojenia praktyki pisze o filozofach jońskich: "Nie byli oni odludkami zatopionymi w dociekaniach nad zagadnieniami oderwanymi ani też obserwatorami natury, lecz czynnymi, praktycznymi ludźmi, których filozofia miała w sobie tę nowość, że gdy zaczynali zastanawiać się nad mechanizmem rzeczywistości, czynili to w świetle codziennych doświadczeń, nie licząc się zgoła ze starożytnymi mitami. Tę swoją niezależność od mitologicznych wyjaśnień zawdzięczali bardziej faktowi, że stosunkowo prosty ustrój polityczny ich wzrastających państw nie zmuszał ich do rządzenia przy pomocy przesądów, jak to się działo w dawniej istniejących państwach". Farrington potwierdza tu pogląd Vernanta o dużym znaczeniu zmiany stosunków politycznych wobec epoki mykeńskiej i różności greckich stosunków politycznych wobec stosunków azjatyckich jako przyczynie uniezależnienia się myśli greckiej od wyjaśnień typu mitologicznego. Tales, Anaksymander i Anksymenes w życiu politycznym nie różnili się od mędrców, brali czynny udział w ich życiu, dokonywali w nich reform, kierowali akcją kolonizacyjną, prawem i gospodarką . 

### Pochodzenie terminu "filozofia"
Określenie "filozofia" prawdopodobnie nie pojawiło się w świecie greckim przed V w. p.n.e. - z tego względu określenie samoświadomości filozoficznej filozofów przyrody jest trudne. Pierre Hadot w stosunku do pierwszych filozofów Grecji używa nawet określenia "filozofia przed filozofią". Pierwsze pewne, jeszcze dość przypadkowe użycia słowa "filozofia" pochodzą z V w. p.n.e., a filozoficznie zdefiniował pojęcie filozofii dopiero Platon. 
Hadot neguje dawną tradycję anegdotyczną, według której słowo "filozofia" znane było Pitagorasowi i Heraklitowi. Istnieje legenda, przekazana przez Heraklidesa z Pontu, Diogenesa Laertiosa, Cycerona i Jamblicha, jakoby Pitagoras był twórcą tego terminu. Diogenes Laertios pisze:

Terminu „filozofia” pierwszy użył Pitagoras i on też pierwszy nazwał siebie filozofem, mianowicie w Sikonie, w rozmowie z Leonem, władcą Sikonu czy też Fliuntu. Wtedy to - jak stwierdza Heraklides z Pontu w piśmie O zmarłej - Pitagoras powiedział, że żaden człowiek nie jest mądrym mądry jest tylko bóg. Przedtem filozofię nazywano mądrością, a człowieka uprawiającego filozofię i już w niej wydoskonalonego - mędrcem; natomiast filozofem tego, który mądrość miłuje. Mędrcy [czyli filozofowie] byli też nazywani sofistami, zresztą nie tylko oni, lecz także poeci; na przykład Kratinos, kiedy w Archilochach wychwala Homera i Hezjoda, mówi o nich także jako o sofistach

Kwestia obecności przymiotnika philosophos, czasownika philosophein i rzeczownika philosophia u Pitagorasa i Heraklita pozostaje sporna. Fragment Heraklita w którym występuje słowo "filozof" uznawany jest za nieautentyczny, a fragment dotyczący tego słowa u Pitagorasa uznawany jest za błędną, anachroniczną interpretację, w wyniku której stanowisko Platona przypisano temu filozofowi.